# C/1911 S3 (Beljawsky)
C/1911 S3 (Beljawsky) ist ein Komet, der im Jahr 1911 mit dem bloßen Auge gesehen werden konnte. Er wird von einigen zu den „Großen Kometen“ gezählt.

## Entdeckung und Beobachtung
Der Komet wurde in der Morgendämmerung des 29. September 1911 von Sergei Iwanowitsch Beljawski am Observatorium von Simejis auf der Halbinsel Krim entdeckt, als er bereits eine Helligkeit von 2,5 mag und einen Schweif von 1° Länge hatte. Kurz darauf gab es noch weitere unabhängige Entdeckungen. Der Komet wurde in den folgenden Tagen intensiv beobachtet, u. a. von Alexandre Schaumasse in Nizza, Svante Elis Strömgren und Carl Frederick Pechüle in Kopenhagen, Michel Giacobini in Paris, Alphonse Louis Nicolas Borrelly in Marseille und George Van Biesbroeck in Uccle. Nach seiner Entdeckung bewegte sich der Komet am Himmel östlich und konnte ab Ende September mit dem bloßen Auge beobachtet werden. Am 7. Oktober erreichte seine Helligkeit 1 mag, danach nahm sie langsam ab.
Um den 10. Oktober ging der Komet nördlich an der Sonne vorüber und war für einige Zeit sowohl am Morgen- als auch am Abendhimmel sichtbar. Zu dieser Zeit war er zusammen mit dem 2 Monate eher entdeckten Kometen C/1911 O1 (Brooks) am westlichen Himmel zu sehen. In der Abenddämmerung des 11. Oktober 1911 näherten die beiden Kometen einander bis auf etwa 20° Abstand an. Ab Mitte Oktober erschien der Komet Beljawsky tief am westlichen Horizont in der Dämmerung mit goldgelben Kopf und einem Schweif von über 15° Länge.
Ende Oktober wurde der Komet Beljawsky zuletzt mit bloßem Auge beobachtet als er sich nach Südosten bewegte. Erst Ende Januar 1912 wurde er nach seinem erneuten Vorbeigang südlich der Sonne wieder von der Südhalbkugel aus entdeckt, er konnte aber nur noch wenige Male von der Sternwarte in Córdoba (Argentinien) aus beobachtet werden und die letzte Positionsbestimmung gelang dort am 17. Februar 1912.
Der Komet erreichte eine maximale Helligkeit von 1 mag.

## Wissenschaftliche Auswertung
Im Jahr 1951 wurden erstmals Bahnelemente bestimmt, die darauf hindeuteten, dass der Komet sich auf einer Hyperbelbahn bewegte. Damit zog der Komet das Interesse der Astronomen auf sich, die den möglichen interstellaren Ursprung der Kometen untersuchten.
In einer Untersuchung von 1978 fanden auch Brian Marsden, Zdenek Sekanina und Edgar Everhart für die ursprüngliche Bahn vor dem Durchlaufen des inneren Sonnensystems noch eine hyperbolische Form, allerdings lag die Bahnexzentrizität sehr nahe bei 1, und eine ursprünglich elliptische Bahn wurde als möglich angesehen, wenn zusätzlich nicht-gravitative Einflüsse berücksichtigt worden wären. Für die zukünftige Bahn des Kometen wurde aber bereits eine geschlossene elliptische Form mit einer Großen Halbachse in der Größenordnung von 5700 AE und einer Umlaufzeit von 430.000 Jahren ermittelt.
Obwohl einige Astronomen einen interstellaren Ursprung dieses Kometen vermuteten, kam Ľubor Kresák in seiner Bewertung 1992 zum Schluss, dass für den Kometen Beljawsky eine möglich erscheinende hyperbolische Bahnform allein in der Unsicherheit der Bahnbestimmung begründet sei und kein interstellarar Ursprung angenommen werden könne.
In einer neueren Untersuchung von 2014 wurde durch Małgorzata Królikowska u. a. nachgewiesen, dass nur dann signifikante Aussagen über die ursprüngliche und die zukünftige Bahn des Kometen gemacht werden können, wenn zur Ermittlung der Bahnelemente außer den gravitativen Störungen durch alle Planeten auch zusätzlich nicht-gravitative Einflüsse bei der Berechnung berücksichtigt werden. Die von ihnen aus 162 Beobachtungen über einen Zeitraum von 141 Tagen ermittelten Bahnelemente enthalten daher auch einen nicht-gravitativen Parameter. Die Berechnungen bestätigen nicht nur die Annahme einer ursprünglich bereits elliptischen Bahnform des Kometen, sondern ergeben auch für die zukünftige Bahn des Kometen eine elliptische Charakteristik mit einer Umlaufzeit nur noch in der Größenordnung einiger zehntausend Jahre.

## Umlaufbahn
Für den Kometen konnte aus 66 Beobachtungen über 140 Tage eine hyperbolische Umlaufbahn bestimmt werden, die um rund 96° gegen die Ekliptik geneigt ist. Die Bahn des Kometen steht damit nahezu senkrecht gestellt zu den Bahnebenen der Planeten, er durchläuft seine Bahn gegenläufig (retrograd) zu ihnen. Im sonnennächsten Punkt der Bahn (Perihel), den der Komet am 10. Oktober 1911 durchlaufen hat, befand er sich mit etwa 45,4 Mio. km Sonnenabstand im Bereich innerhalb der Umlaufbahn des Merkur, dem er sich bereits am 30. September bis auf etwa 23,2 Mio. km genähert hatte. Am 6. Oktober war der Komet in etwa 100,4 Mio. km Abstand an der Venus vorbeigegangen und am darauf folgenden Tag hatte er mit etwa 145,0 Mio. km (0,97 AE) die größte Annäherung an die Erde erreicht.
Die folgenden Aussagen beruhen auf den nicht-gravitativen Bahnelementen von Królikowska und Dybczyński. Der Komet bewegte sich demnach zu keiner Zeit auf einer hyperbolischen, sondern bereits lange vor seiner Annäherung an das innere Sonnensystem auf einer elliptischen Bahn mit einer Bahnexzentrizität von etwa 0,99976 und einer Großen Halbachse von etwa 1260 AE. Er hatte damit eine Umlaufzeit in der Größenordnung von 44.500 Jahren und war mindestens einmal zuvor bereits bis auf etwa 0,30 AE in die Sonnennähe gelangt, es handelte sich also definitiv um einen „dynamisch alten“ Kometen. Durch die Anziehungskraft der Planeten, insbesondere während relativ naher Vorbeigäng im August 1911 am Saturn in etwa 8 ¾ AE und im Mai 1912 am Jupiter in etwa 3 ½ AE Distanz, wurde die Exzentrizität auf einen Wert von etwa 0,99969 und die Große Halbachse auf etwa 960 AE verringert, so dass sich seine Umlaufzeit auf etwa 30.000 Jahre verkürzt. Alle genannten Werte besitzen allerdings eine hohe Unsicherheit.